# Vibilioides alberti
Vibilioides alberti är en kräftdjursart som beskrevs av Édouard Chevreux 1905. Vibilioides alberti ingår i släktet Vibilioides och familjen Vibiliidae. Inga underarter finns listade i Catalogue of Life.